# Бобейка (Румунія)
Бобейка (рум. Bobeica) — село у повіті Сучава в Румунії. Входить до складу комуни Ізвоареле-Сучевей.
Село розташоване на відстані 373 км на північ від Бухареста, 84 км на захід від Сучави.

## Населення
За даними перепису населення 2002 року у селі проживали 502 особи.
Національний склад населення села:
| Національність | Кількість осіб | Відсоток |
| -------------- | -------------- | -------- |
| румуни         | 374            | 74,5%    |
| українці       | 128            | 25,5%    |

Рідною мовою назвали:
| Мова       | Кількість осіб | Відсоток |
| ---------- | -------------- | -------- |
| румунська  | 371            | 73,9%    |
| українська | 131            | 26,1%    |